# Александар Крстић (рагбиста)
Александар Крстић (енгл. Aleksandar Krstic) београдски је предузетник и српски рагбиста, који тренутно игра рагби 15 за Партизан. Крстић је репрезентативац Републике Србије у рагбију 15. Након небројених одиграних утакмица и дугог играчког стажа, уврштен је у легенде Партизана.

## Рагби каријера
Целу играчку каријеру је провео у Партизану. Његов брат је такође рагбиста.

## Успеси са екипом
Државни првак Југославије, Србије и Црне Горе и Србије у рагбију 15 са Партизаном 2002, 2003, 2004, 2005, 2006, 2018, 2019, 2020, 2021.
Освајач националног Купа Југославије, Србије и Црне Горе и Србије у рагбију 15 са Партизаном 1993, 1994, 1995, 1996, 1997, 1998, 1999, 2000, 2003, 2005, 2008, 2011, 2015, 2019, 2021.

## Играчки квалитети
Александар је играч који је изузетно дуговечан и који доста дуго наступа за Репрезентацију Србије. Без обзира што је већ фактички ветеран, њега краси одлична физичка припремљеност и физичка снага. Зато га веома често можемо видети и у трећој линији.Када на то додате да још увек трчи као младић и да је одличан у отвореној игри, добијате играча који може да буде убојит.

## Приватан живот
Крстић је основао породицу. Са његовом вољеном женом је добио дете. Ради као предузетник у Београду.